# Урку (Караш-Северин)
Урку (рум. Urcu) насеље је у Румунији у округу Караш-Северин у општини Шопоту Ноу. Oпштина се налази на надморској висини од 258 m.

## Становништво
Према подацима из 2002. године у насељу је живело 43 становника, од којих су сви румунске националности.